# 糸数カメ
糸数 カメ（いとかず カメ、1915年6月26日 - 1991年10月23日）は、沖縄民謡の歌手、舞踊家。

## 来歴・人物
8歳の頃から玉城盛重、玉城盛義に師事。
1958年に玉城流師範免許を取得し、1976年には糸和会を設立した。
戦後沖縄の民謡、舞踊界の先駆的存在として活躍した一方で、空手にも秀でていた。